# Værktøjsstål
Værktøjsstål er en legering af kulstof og legeret stål og er særligt velegnet til at lave redskaber af. Ståltypen har en stor hårdhed og er modstandsdygtig mod slid.
Værktøjsstål indeholder mellem 0,7 og 1,4 % kulstof og har et meget lille indhold af mangan for at minimere muligheden for revnedannelse under vandafkøling. 